# PalaMaggiò
Il PalaMaggiò è il palasport principale della provincia di Caserta. È il secondo palazzetto dello sport più grande della regione Campania come capienza dopo il PalaSele di Eboli.
È situato nel comune di Castel Morrone, in località Pezza delle Noci, all'incirca a 2 chilometri di distanza dai confini della città di Caserta.

## Storia
Costruito nel 1982 per volere del cavaliere Giovanni Maggiò che volle regalare alla sua squadra e alla sua città adottiva un nuovo palazzetto la cui capienza avrebbe permesso alla JuveCaserta di militare in serie A1. Portato a termine in circa 100 giorni, è stato uno degli impianti sportivi coperti più all’avanguardia ed è ancora oggi è tra i più grandi d’Italia.  Il PalaMaggiò ha ospitato le partite interne della JuveCaserta fino al 2020. 

## Eventi
(Riccardo Pittis)

### Competizioni sportive
Ha ospitato importanti manifestazioni europee: nel 1986 la finale di Coppa delle Coppe di basket (poi diventata coppa Saporta) tra il Barcellona e Scavolini Pesaro; nel 2003 ha ospitato il terzo campionato europeo di calcio a 5 nel quale l'Italia ha vinto il suo primo titolo continentale. Nel 2010 vi si sono esibiti gli Harlem Globetrotters.

### Spettacoli
Ha ospitato inoltre concerti e spettacoli di alcuni dei più importanti cantanti italiani e non solo: Lali Espósito, Renato Zero, Jovanotti, Vasco Rossi, Bruce Springsteen, Biagio Antonacci, Subsonica, Luciano Ligabue, Eros Ramazzotti, Nek, Claudio Baglioni, Tiziano Ferro, Laura Pausini, Gigi D'Alessio, Negramaro, Modà, Emma, Pino Daniele, Miles Davis, Marco Mengoni, Pooh.